# Aeroport de la Llavanera
L'Aeroport de la Llavanera, o Aeroport de Perpinyà-Ribesaltes (codi IATA: PGF, codi OACI: LFMP) (en francès: Aéroport de Perpignan-Rivesaltes) és un aeroport localitzat a 5 km al nord de Perpinyà i a prop de les localitats de Paretstortes i Ribesaltes, a la comarca del Rosselló (Catalunya del Nord). El seu nom inicial, Aeroport de la Llavanera, és el més ajustat geogràficament, mentre que el nom actual, de caràcter administratiu, és l'oficial. Està situat a l'extrem nord del terme comunal de Perpinyà, al sud-oest del de Ribesaltes i a l'est del de Paretstortes.
Aquest aeroport de dimensions reduïdes, amb capacitat per a gestionar fins a 700.000 passatgers anuals, està obert al tràfic aeri nacional i internacional comercial. Es troba en una situació difícil a causa de la seua situació geogràfica i política, ja que competeix per una banda amb l'Aeroport de Girona-Costa Brava, el qual va drenant gran part dels passatgers de la Catalunya Nord i dels voltants. Per altra banda, també hi ha l'Aeroport de Montpeller, el qual també agafa una part d'aquests passatgers.
| 2000    | 2005    | 2006    | 2007    | 2008    | 2009    | 2010    | 2018    |
| ------- | ------- | ------- | ------- | ------- | ------- | ------- | ------- |
| 528.289 | 428.811 | 448.963 | 422.798 | 458.023 | 425.073 | 363.662 | 462.658 |

## Aerolínies i destinacions
| Companyia      | Destinacions                             |
| -------------- | ---------------------------------------- |
| Aer Lingus     | Dublín                                   |
| Air France     | París-Orly                               |
| Hop Air France | París-Orly, Lille, Strasbourg, Paris-CDG |
| bmibaby        | Manchester                               |
| Flybe          | Southampton, París-Orly                  |
| Ryanair        | Charleroi, Londres-Stansted, Marrakesh   |